# Звёздка
Звёздка — хутор в Новоаннинском районе Волгоградской области России. Входит в состав Черкесовского сельского поселения. Население 49 человек (2010).

## География
Расположен в северо-западной части области, в лесостепи, в пределах Хопёрско-Бузулукской равнины, являющейся южным окончанием Окско-Донской низменности. Есть пруд, с северной окраины которой находится хутор Вербочный (Полевое сельское поселение).
Уличная сеть не развита.
Абсолютная высота 130 метров над уровнем моря.

## Население
| 2010 |
| ---- |
| 49   |

Гендерный состав
По данным Всероссийской переписи населения 2010 года в гендерной структуре населения из 49 человек мужчин — 26, женщин — 23 (53,1 и 46,9 % соответственно).
Национальный состав
Согласно результатам переписи 2002 года, в национальной структуре населения
русские составляли 64 %, кумыки27 % общей численности населения в человека.

## Инфраструктура
Развитое сельское хозяйство. Личное подсобное хозяйство.
Ведется газификация хутора. Внутрипоселковый газопровод, автономная встроенная газовая котельная здания сельского клуба включены в областную целевую программу «Газификация Волгоградской области на 2013—2017 годы».

## Транспорт
Просёлочные дороги ведут на железнодорожную станцию остановочный пункт «764 километр» и на федеральную автотрассу Каспий.